# Anglade
Anglade ist eine französische Gemeinde mit 896 Einwohnern (Stand 1. Januar 2022) im Département Gironde in der Region Nouvelle-Aquitaine.

## Geschichte
Gerüchten zufolge hatte Madame de Maintenon ihren Wohnsitz auf dem Château La Barrière, von dem heute noch die Burgruine zeugt. Der Ortsname wurde von „Anglais“, dem französischen Wort für „Engländer“, abgeleitet.

### Bevölkerungsentwicklung
| 1962 | 1968 | 1975 | 1982 | 1990 | 1999 | 2006 | 2017 |
| ---- | ---- | ---- | ---- | ---- | ---- | ---- | ---- |
| 751  | 853  | 777  | 796  | 758  | 769  | 812  | 947  |

## Wirtschaft
Die rund 800 Dorfbewohner – sie nennen sich Angladais oder Angladaises – leben größtenteils von der Landwirtschaft, die sich auf Tierzucht, Gemüse-, Mais- und Weizenanbau spezialisiert hat. Anglade ist – begünstigt durch den kalkhaltigen Boden auf der gesamten Gemeindegemarkung – für den Weinbau bekannt.
In Anglade gibt es auch kleine Industrie- und Dienstleistungsbetriebe.

## Sehenswürdigkeiten

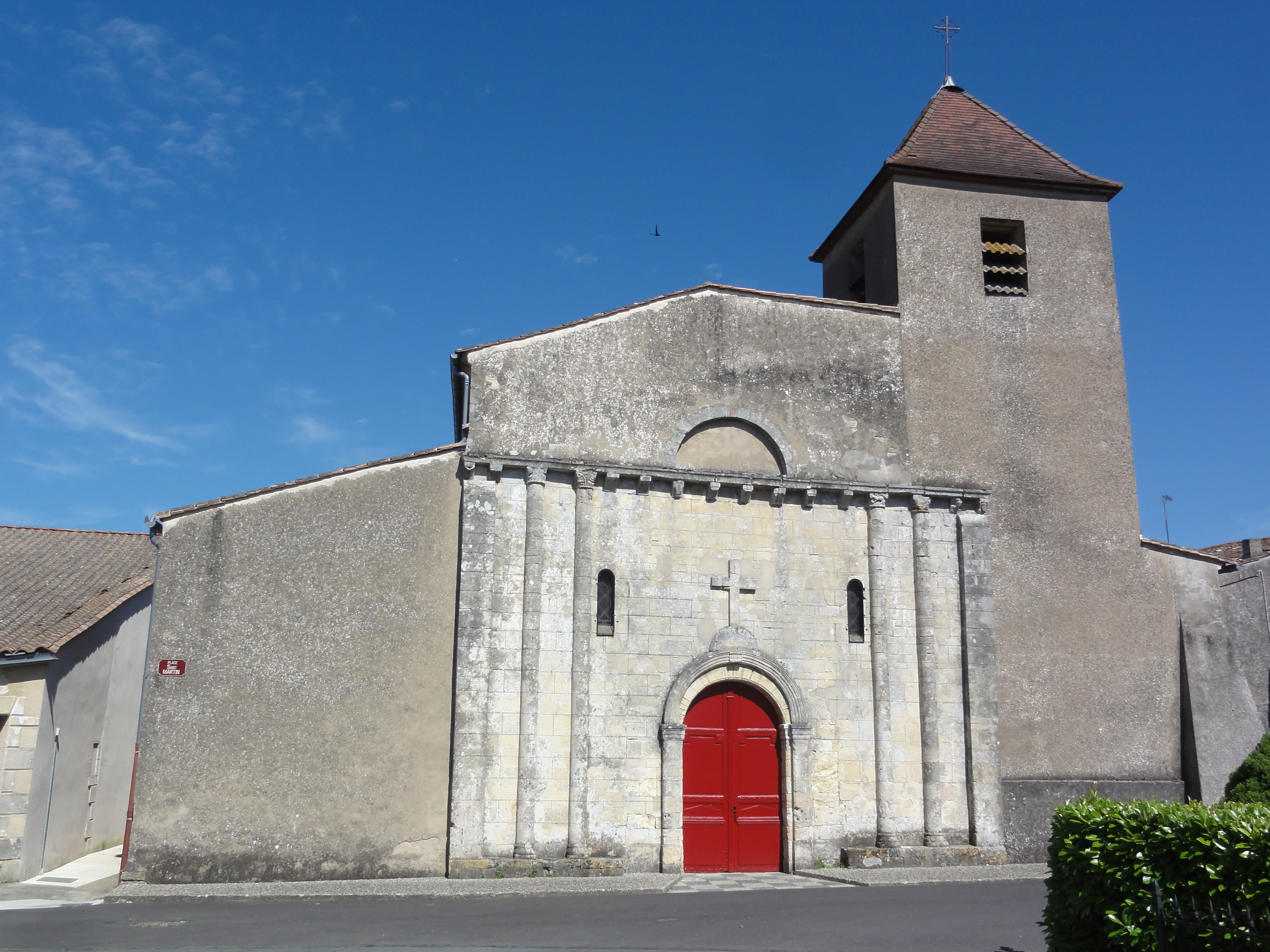
Kirche Saint-Martial

- Kirche Saint-Martial